# エフライム・マクドウェル
エフライム・マクドウェル（英: Ephraim McDowell, 1771年11月11日-1830年6月25日）は、アメリカ合衆国の医師（現在の婦人科医）である。卵巣腫瘍の摘出手術に初めて成功したことで知られている。

## 伝記
マクドウェルはバージニア州ロックブリッジで、サミュエルとメアリーのマクドウェル夫妻の9人目の子供として生まれた。父はフレンチ・インディアン戦争の古参兵であり、アメリカ独立戦争では大佐だった。1784年、父は土地検査官に指名されてケンタッキー州ダンビルに家族ごと転居した。そこでは10回以上の会議を主宰してケンタッキー州憲法を書き上げることになった。
マクドウェルはワーリー・アンド・ジェイムズの古典的神学校で初期教育を受け、その後バージニア州スタントンのアレクサンダー・ハンフリーズ博士のもとで医学生として3年間を過ごした。1793年から1794年はスコットランドのエディンバラ大学で医学の講義に出席し、外科医ジョン・ベルに付いて個人的に学んだ。大学の卒業はしなかったが、1825年にメリーランド大学から名誉医学博士号を贈られた
1795年、スコットランドから帰国してダンビルに住み、外科医として開業した。1802年、独立戦争の英雄でケンタッキー州知事に2度就任したアイザック・シェルビーの娘、サラ・シェルビーと結婚した。夫妻には2人の息子と4人の娘が生まれた。
マクドウェルはその地域社会で傑出した役割を演じた。ダンビルのトリニティ聖公会教会の設立者となり、その最初の建物のために土地を寄付した。またダンビルのセンター・カレッジの設立者であり、当初の法人化を進めた者でもあった。1817年にはフィラデルフィア医学会員になった。
その患者の中でも著名な者としては第11代アメリカ合衆国大統領ジェームズ・ポークがおり、尿路結石を除去し、ヘルニアを治療した。
マクドウェルはジョン・キャンベル・グリーンウェイの高祖父にあたり、グリーンウェイはマクドウェルと同様にアメリカ合衆国議会議事堂の国立彫像ホール・コレクションにその彫像が収められた（1930年、アリゾナ州）。女性参政権運動家マデレン・マクドウェル・ブレッキンリッジとはいとこである。
1830年6月、マクドウェルは激しい痛み、吐き気および発熱を伴う急性発作に襲われた。6月25日に死亡したが、虫垂炎だった可能性が強い。妻はそれから18年後に死んだ。夫妻はダンビルの南、アイザック・シェルビーの領地「トラベラーズレスト」に埋葬されたが、1879年にダンビルのマクドウェルに捧げられた記念碑近くに移葬された。

## 最初の卵巣切開術
1809年12月13日、マクドウェルはダンビルから60マイル (100 km) 離れたグリーン郡のジェーン・クロウフォードの往診を頼まれた。その主治医はクロウフォード夫人が妊娠期間を過ぎていると考えていた。マクドウェルは卵巣腫瘍と診断した。クロウフォード夫人は緩慢で痛みを伴う死から救ってくれるようマクドウェルに依頼した。マクドウェルは彼女の容態を説明し治療法としての手術はまだ一度も成功していないことを話した。世界で最も優れた外科医でもそれが不可能と考えていると告げた。クロウフォード夫人はそれを理解し、手術を望むと言った。マクドウェルは彼女がダンビルの家まで来てくれればその腫瘍を除去すると伝えた。彼女は同意し、60マイルの道を馬の背に揺られて旅した。
1809年のクリスマスの朝。マクドウェルは手術を始めた。当時麻酔法や消毒剤は医術を専門にする者達にも知られておらず、これらの恩恵抜きで手術は進められた。摘出した腫瘍は22.5ポンド (10 kg) あった。マクドウェルはそれを完全に除去するのは難しいと判断した。それで子宮近くの卵管周りを結索し、腫瘍を切開した。腫瘍は子宮と卵管采を大変大きくさせていた。手術全体は25分掛かった。クロウフォード夫人は併発症もなく快復した。彼女は手術から25日後にはグリーン郡の自宅に帰り、それから32年間生存した。これが世界でも初めての卵巣腫瘍除去手術となった。
1809年以前の開腹手術は腹膜炎を起こして全て死に至っていた。このためにマクドウェルが行った処置を理解することが重要である。マクドウェルの説明の中には「こざっぱりした」とか「ちり一つないほど清潔である」といった言葉が入っている。彼はきちんとしただけでなく、細部まで行き届いていた。その手術の報告書では、腹膜腔から血を取り、腸を温水に漬けると書かれている。
マクドウェルはその後2回同様な手術を行った後の1817年になってその手術法の説明を出版した。これは英語の外科学会誌では広く批評された。マクドウェルは少なくとも12回の子宮病理学関連の手術を行ったという証拠がある。
マクドウェルが学会誌に掲載した記事には次のような記述がある。

## 名誉
- 1879年、ダンビルのケンタッキー医学会によってマクドウェルの栄誉を称える記念碑が建立された[1]。
- 1929年、チャールズ・ヘンリー・ニーハウスが制作したマクドウェルの銅像をアイザック・ウルフ・バーンハイムがケンタッキー州に寄付し、アメリカ合衆国議会議事堂の国立彫像ホール・コレクションに置かれることになった。
- 1959年、アメリカ合衆国の切手がマクドウェルを記念して発行された[8]。
- ダンビルにあるマクドウェルの家、診療所および薬局は博物館として保存されており、国立歴史史跡に登録されている[9]。
- ダンビルのエフライム・マクドウェル地域医療センターはマクドウェルの栄誉を称えて名付けられた。